# 알베르토 코바
알베르토 코바(이탈리아어: Alberto Cova, 1958년 12월 1일 ~ )는 1984년 로스앤젤레스 올림픽 10,000m 부문에서 금메달을 획득한 이탈리아의 육상 선수이다.
코모도 인베리고에서 태어난 코바는 14세 때에 달리기를 시작하여 1980년 자신의 첫 4개의 이탈리아 타이틀(4회의 5000m, 2회의 10,000m, 3회의 실내 3000m, 5회의 크로스컨트리)를 우승하였다.
달리기와 함께 사무실 직업을 합치면서 그는 자신의 빠른 완료로 두드러졌다. 1982년 2개의 유럽 선수권 타이틀(실내 3000m와 실외 10,000m)을 이기면서 그의 첫 성공들이 왔다.
이듬해 헬싱키에서 열린 세계 육상 선수권 대회에서 10,000m 타이틀을 우승한 후, 1984년 로스앤젤레스 올림픽을 위한 우승 후보였다. 느린 결승전은 코바에게 유익하였고, 그는 자신의 전력 질주와 함께 경주를 우승하였다.
경기 후에, 이탈리아의 깨끗한 휩쓸기의 일부로서 1986년 유럽 선수권에서 은메달을 땄어도 그는 발목 부상과 분투하였다. 그의 2번째 올림픽 참가는 결승전 진출 실패로 실망적이었다.
1990년대 중반에 코바는 스위스 국경 근처에 있는 올리가테 코마스코의 지방 자치 의회에 간단히 있었다.